# Annelie (lied)
Annelie is de naam van een lied uit de theatertour Allennig van Daniël Lohues.
Lohues ontving voor Annelie op 22 april 2007 in het Amsterdamse Theater Bellevue de Annie M.G. Schmidt-prijs, voor het beste theaterlied van 2006. Ter gelegenheid hiervan kwam het ook uit op single met als extra tracks Beste Koningin en De Kerke. Ook de Okapi Liedprijs 2006 werd hem hiervoor toegekend.